# Andreas Flitner
Andreas Flitner (* 28. September 1922 in Jena; † 28. Mai 2016 in Tübingen) war ein deutscher Professor für Pädagogik.

## Leben
Andreas Flitner war Sohn des Pädagogen Wilhelm Flitner und der Nationalökonomin Elisabeth Flitner. Andreas Flitner absolvierte 1940 sein Abitur in Hamburg. Von 1945 bis 1950 studierte er in Hamburg, Heidelberg und Basel. 1950 war er als Lektor in Cambridge tätig. Er promovierte 1951 in Basel und habilitierte sich 1955. Nach einer kurzen Tätigkeit als Professor für Pädagogik an der Universität Erlangen 1956 arbeitete er von 1958 bis 1988 als Professor an der Universität Tübingen. 1967 war Flitner als Gastprofessor in Evanston in Illinois tätig. Nach seiner Emeritierung wurde er ab 1991 Honorarprofessor der Universität Jena. Seit 1990 war er Mitglied der Akademie gemeinnütziger Wissenschaften zu Erfurt. 1993 wurde er als ordentliches Mitglied in die Academia Europaea aufgenommen.
Andreas Flitners Veröffentlichungen galten Fragen der Allgemeinen Pädagogik, der Bildungsgeschichte, den Erziehungsproblemen des Kindes- und Jugendalters und der Bildungspolitik. Zusammen mit der Akademie für Bildungsreform und der Robert Bosch Stiftung rief er 1983 die Initiative Praktisches Lernen ins Leben und leitete die zugehörige Projektgruppe an der Universität Tübingen. Nach diesem Konzept sollen Schüler neues Wissen vermehrt durch reale Handlungen erwerben. Theorie und Praxis werden dabei verschränkt, die Lerner wenden ihr theoretisches Wissen auf eine tatsächliche Handlung an oder erschaffen umgekehrt ihr theoretisches Wissen aus einer Handlung.
Flitner engagierte sich auch in praktischen Bildungsinitiativen, in der Friedensbewegung und in der Demokratieerziehung, unter anderem in der Unterstützung von Schulen und Jugendarbeit durch das Förderprogramm Demokratisch Handeln (seit 1989).
Andreas Flitner war verheiratet mit Sonia Christ (* 1926 in Basel; † 2016 in Tübingen). Die Eheleute wohnten in Tübingen und hatten sieben Kinder. Ihre Tochter Elisabeth Flitner (* 1951 in Basel; † 2017 in Berlin) war ebenfalls Professorin für Pädagogik. Ihr Sohn Michael Flitner ist Professor für Geographie an der Universität Bremen. Bettina Flitner ist eine Nichte von Andreas Flitner.

## Schriften
- Erasmus im Urteil seiner Nachwelt. Das literarische Erasmus-Bild von Beatus Rhenanus bis zu Jean Le Clerc. Tübingen 1952.
- Die politische Erziehung in Deutschland. Geschichte und Probleme 1750–1880. Tübingen 1957.
- Soziologische Jugendforschung. Darstellung und Kritik aus pädagogischer Sicht; [die Auseinandersetzung mit der These von der "skeptischen Generation"], Quelle und & Meyer, Heidelberg 1963.
- Wege zur pädagogischen Anthropologie. Versuch einer Zusammenarbeit der Wissenschaften vom Menschen. Heidelberg 1963.
- Spielen – Lernen. Praxis und Deutung des Kinderspiels. München 1972. (Neuausgabe 2002. ISBN 3-407-22109-6.)
- Mißratener Fortschritt.. Pädagogische Anmerkungen zur Bildungspolitik, Piper, München 1977, ISBN 3-492-00466-0.
- Für das Leben – Oder für die Schule? Pädagogische und politische Essays. Weinheim-Basel 1987.
- Konrad, sprach die Frau Mama … Über Erziehung und Nicht-Erziehung. Berlin 1982. (Neuausgabe  2004. ISBN 3-407-22150-9.)
- Reform der Erziehung. Impulse des 20. Jahrhunderts. Jenaer Vorlesungen. Mit einem Beitrag von Doris Knab. München-Zürich 1992. (Neuausgabe 2001. ISBN 3-407-22096-0.)

als Herausgeber
- Andreas Flitner war von 1962 bis 1993 Mitherausgeber der Zeitschrift für Pädagogik

- Andreas Flitner (Hrsg., Übersetzer zusammen mit Sonja Flitner): Johann Amos Comenius: Große Didaktik. Düsseldorf-München 1954. (10. Aufl. 2007. ISBN 978-3-608-91372-9.)
- Andreas Flitner/Klaus Giel (Hrsg.): Wilhelm von Humboldt: Werke in fünf Bänden. Darmstadt 1961–1980. (Neuausgabe 2002. ISBN 3-534-15855-5, ISBN 3-534-15856-3, ISBN 3-534-15857-1, ISBN 3-534-15858-X, ISBN 3-534-15859-8.)
- Andreas Flitner/Hans Scheuerl (Hrsg.): Einführung in pädagogisches Sehen und Denken. München 1967. (Neuausgabe 2005. ISBN 3-407-22068-5.)
- Andreas Flitner (Hrsg.): Der Numerus clausus und seine Folgen. Auswirkungen auf die Schule, die Schüler, die Bildungspolitik. Analysen und Gegenvorschläge. Stuttgart 1976.
- Andreas Flitner/Joachim Wittig (Hrsg.): Optik – Technik – soziale Kultur. Siegfried Czapski, Weggefährte und Nachfolger Ernst Abbes. Briefe, Schriften, Dokumente. Hain-Verlag, Rudolstadt-Jena 2000, ISBN 3-930215-91-8.

## Belege
1. ↑  Mitgliederverzeichnis: Andreas Flitner. Academia Europaea, abgerufen am 25. Juni 2017 (englisch).
2. ↑  Wolfgang Hirsch: "Praktisches Lernen" hat Schulalltag nachhaltig verändert. Friedrich-Schiller-Universität Jena, 18. Dezember 1998.
3. ↑  Rolf Arnold, Markus Lermen u. a.: Praktisches Lernen. In: Didagma, Zentrum für Lehrerbildung, Technische Universität Kaiserslautern, abgerufen am 22. Mai 2020.

| Personendaten    | Personendaten                            |
| ---------------- | ---------------------------------------- |
| NAME             | Flitner, Andreas                         |
| KURZBESCHREIBUNG | deutscher Pädagoge und Bildungspolitiker |
| GEBURTSDATUM     | 28. September 1922                       |
| GEBURTSORT       | Jena, Thüringen                          |
| STERBEDATUM      | 28. Mai 2016                             |
| STERBEORT        | Tübingen                                 |